# صابر عيد
صابر عيد (مواليد 1 مايو 1959 في المحلة الكبرى) هو لاعب كرة قدم مصري لعب لمنتخب مصر لكرة القدم كقلب دفاع ، وسبق له أن لعب في كأس العالم لكرة القدم مع منتخب بلاده. وكان يتميز بالأخلاق العالية ولعب ضمن الجيل الذهبي لفريق غزل المحلة بجوار شوقي غريب والمشاقي وأحمد حسن وناصر التليس والبلعوطي وزكي عبد الفتاح وهو شقيق خالد عيد مهاجم المحلة السابق.

## روابط خارجية
- صابر عيد على موقع الاتحاد الدولي (مؤرشف)  (الإنجليزية)
- صابر عيد على موقع الاتحاد الأوربي (الإنجليزية)
- صابر عيد على موقع قاعدة بيانات كرة القدم.إي يو (الإنجليزية)
- صابر عيد على موقع ناشيونال فوتبول تيمز (الإنجليزية)
- صابر عيد على موقع Soccerway.com (الإنجليزية)